# DC Towers
DC Towers est un complexe de deux tours jumelles prévu à Vienne dans le quartier de Donau City. Son architecte est Dominique Perrault. La première tour a été inaugurée le 26 février 2014 et est depuis lors le plus grand immeuble d'Autriche. La construction de la deuxième tour est toutefois incertaine à cause de la difficulté de trouver des locataires.

## Histoire
La tour Tower 1 est inaugurée le 26 février 2014. 
En mai 2016, la Wiener Entwicklungsgesellschaft für den Donauraum AG (WED), détenu à 100% par UniCredit Bank Austria, vend le terrain où doit être bâtie la Tower 2 au fonds d'investissement allemand Hausinvest,.
En 2017, le développeur annonce que les plans de la Tower 2 sont abandonnés, et que ce sera la Tower 3 qui sera construite à la place de la Tower 2.

## Architecture

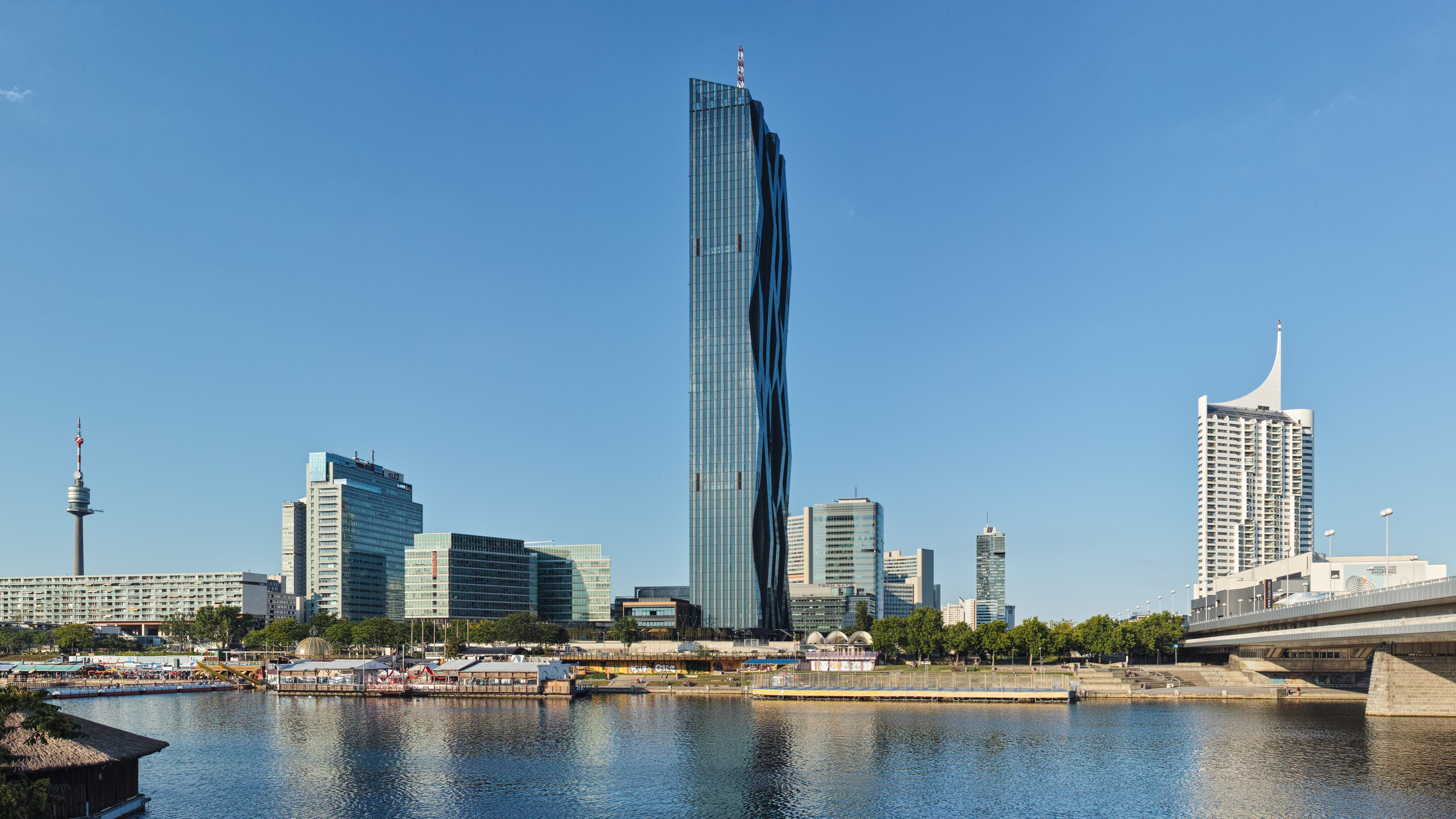
Panorama de la DC Tower 1 en août 2014

Haute de 250 mètres, DC Tower 1  inaugurée le 26 février 2014, marque la première étape d’un vaste projet d’aménagement urbain sur les rives du Danube, dans le quartier de Donau City situé en périphérie de la capitale autrichienne. Une seconde tour de 180 mètres doit venir s’imbriquer visuellement dans la première, comme un bloc fracturé que l’on a écarté. Au total les deux tours formeront un ensemble programmatique mixte de 760 000 m2.
Résultat de cette imbrication conceptuelle pensée par l’architecte, la face interne de DC Tower 1 offre un aspect plissé, mouvant, captant et réfléchissant la lumière dans toutes ses tonalités, un contraste saisissant avec les surfaces planes des trois autres faces. Au pied de la tour, l’ondulation se propage à l’horizontale sur une esplanade à double niveau couverte d’ombrelles métalliques
Des bureaux  (40 000 m2, 33 étages) et un hôtel (20 000 m2, 33 étages) se partagent l’essentiel de la surface de la tour, laissant aux habitants (16 logements, 2400 m2) le loisir d’occuper les quatre derniers niveaux couronnés par un restaurant et une terrasse ouverte au 57e étage. Le parking souterrain comporte 254 places. Malgré son élévation exceptionnelle, l’air naturel circule librement dans les étages de la tour grâce à des systèmes d’ouvertures dans des façades dédoublées. Une optique de développement durable que l’on retrouve notamment dans les planchers actifs contribuant autant au confort des habitants qu’à l’économie d’énergie.
Ses qualités plastiques et environnementales ont valu à DC Tower 1, construite par Dominique Perrault Architecture avec le bureau d’architectes viennois Hoffmann-Janz pour le compte de WED, la médaille d’argent de l’Emporis Skyscraper Award en 2014.